# Hoogheemraadschap van de Krimpenerwaard
Het hoogheemraadschap van de Krimpenerwaard is een voormalig waterschap in Zuid-Holland. Het beheersgebied van de Krimpenerwaard lag ongeveer in de Krimpenerwaard, een gebied dat wordt omsloten door de Hollandse IJssel, de Lek en de Vlist. Het gebied kenmerkt zich door de aanwezigheid van veel polders. 
Het waterschap is opgericht in de vijftiende eeuw. De directe aanleiding vormde de Sint Elisabethsvloed van 1421. Hierbij liep de Grote Waard in Zuid-Holland (de huidige Biesbosch) helemaal onder en verdronken tientallen dorpen. Ten gevolge van de Hoekse en Kabeljauwse twisten duurde het echter nog negen jaar voordat de oprichting een feit was. Het college van dijkgraaf en hoogheemraden zorgde voor de rivierwaterkeringen, terwijl de ambachten verantwoordelijk bleven voor de lokale waterstaatswerken. Het aantal hoogheemraden bedroeg zeven, waarvan er zes werden benoemd door de steden Dordrecht, Gouda en Schoonhoven die alle drie grond in de Krimpenerwaard bezaten. Dit kwam tot uitdrukking in het wapen van het hoogheemraadschap: dit was een combinatie van het wapen van Holland en de wapens van die drie steden. Het landschap was in tegenstelling tot veel andere gebieden in Zuid-Holland nauwelijks veranderd door turfwinning, omdat de kwaliteit van de turf slecht was. De invoering van de Wet verontreiniging oppervlaktewateren (WVO) op 1 januari 1975 had tot gevolg dat de voorheen zelfstandige inliggende waterschappen werden opgeheven. Om de afstand tussen bestuur en ingelanden niet te groot te laten worden, werden aanvankelijk vier en later vijf districtsbesturen ingesteld. In 1979 bleek uit een onderzoek dat het waterkwaliteitsbeheer te wensen overliet en werd een apart zuiveringsschap opgericht: het Zuiveringsschap Zuid-Hollandse Eilanden en Waarden (ZHEW). Hiermee verloor het hoogheemraadschap een deel van zijn taken.
Op 1 januari 2005 ging het waterschap een fusie aan met het hoogheemraadschap van Schieland en een deel van het Zuiveringschap Hollandse Eilanden en Waarden. Het hieruit ontstane waterschap is verdergegaan onder de naam hoogheemraadschap van Schieland en de Krimpenerwaard. Dit is gevestigd in Rotterdam. 

## Polders
Zie Lijst van polders in het voormalige Hoogheemraadschap van de Krimpenerwaard